# Paederia cruddasiana
Paederia cruddasiana är en måreväxtart som beskrevs av David Prain. Paederia cruddasiana ingår i släktet Paederia och familjen måreväxter.

## Underarter
Arten delas in i följande underarter:
- P. c. cruddasiana
- P. c. microcarpa